# George Matheson
George Matheson (27 de marzo de 1842-28 de noviembre de 1906) nació en Glasgow, Escocia, convirtiéndose un reconocido pastor e himnólogo. Es conocido por la mayoría por haber escrito el célebre himno "O Love That Will Not Let Me Go".

## Biografía
Su vista comenzó a fallar en su juventud, pero se las arregló para completar su educación básica con gafas muy gruesas. Cuando tenía dieciocho años, sin embargo, tuvo que recibir asistencia. Sus dos hermanas fueron sus más grandiosas ayudantes; incluso aprendieron lenguas extranjeras para guiarlo como tutoras. En la Universidad de Glasgow dedicó cinco años para obtener su maestría y otros cuatro años para una maestría en teología. Obtuvo honores, particularmente, en debate y en oratoria, y era popular. En un momento quiso preparase para una carrera jurídica, pero el llamado de Cristo prevaleció. El 13 de junio de 1866 recibió la licencia del presbiterio, y seis meses más tarde fue nombrado asistente de John Ross MacDuff en la Sandyford Church. MacDuff era un predicador piadoso cuyos libros se vendían por millones. Influido por él, Matheson también se convirtió en un escritor de devocionales muy exitoso.
A principios de 1868, éste fue recomendado para la iglesia de Innellan, en una de las zonas turísticas de Glasgow. Cuando los ciudadanos de esta ciudad se relajaban en Innellan durante los meses de verano, deseaban escuchar buenos sermones. La ceguera de Matheson dio lugar a una fuerte oposición en la iglesia, y fue nombrado por una mayoría muy estrecha. En poco tiempo, sin embargo, el nuevo pastor ganó los corazones de la gente. Fue ordenado el 8 de abril de 1868, y permaneció con ellos durante dieciocho años. No sólo era fiel en su predicación, sino que también pasaba tiempo con su pueblo. Al igual que la mayoría de los pastores escoceses, invertía sus mañanas en el estudio y las tardes en visitas y consejería. Contaba con la asistencia idónea de su hermana y de los oficiales de su iglesia. Pero él solo podía reunir el material para sus mensajes, planificar los servicios dominicales y guiar a la iglesia en la adoración. Memorizaba no solo su mensaje, sino también los himnos y las lecturas bíblicas.
Al final de sus días escribió: "Dios mío, nunca te he dado gracias por mi aguijón. Te he agradecido mil veces por mis rosas, pero ni una vez por mi espina. He estado buscando un mundo donde reciba compensación por mi cruz, pero nunca he pensado en mi cruz como una gloria presente en sí misma. Enséñame la gloria de mi cruz, enséñame el valor de mi aguijón, muéstrame que he ascendido hacia ti por el camino del dolor. Muéstrame que mis lágrimas han hecho mi arcoiris." 
- Datos: Q5542235
- Multimedia: George Matheson / Q5542235